# Thales

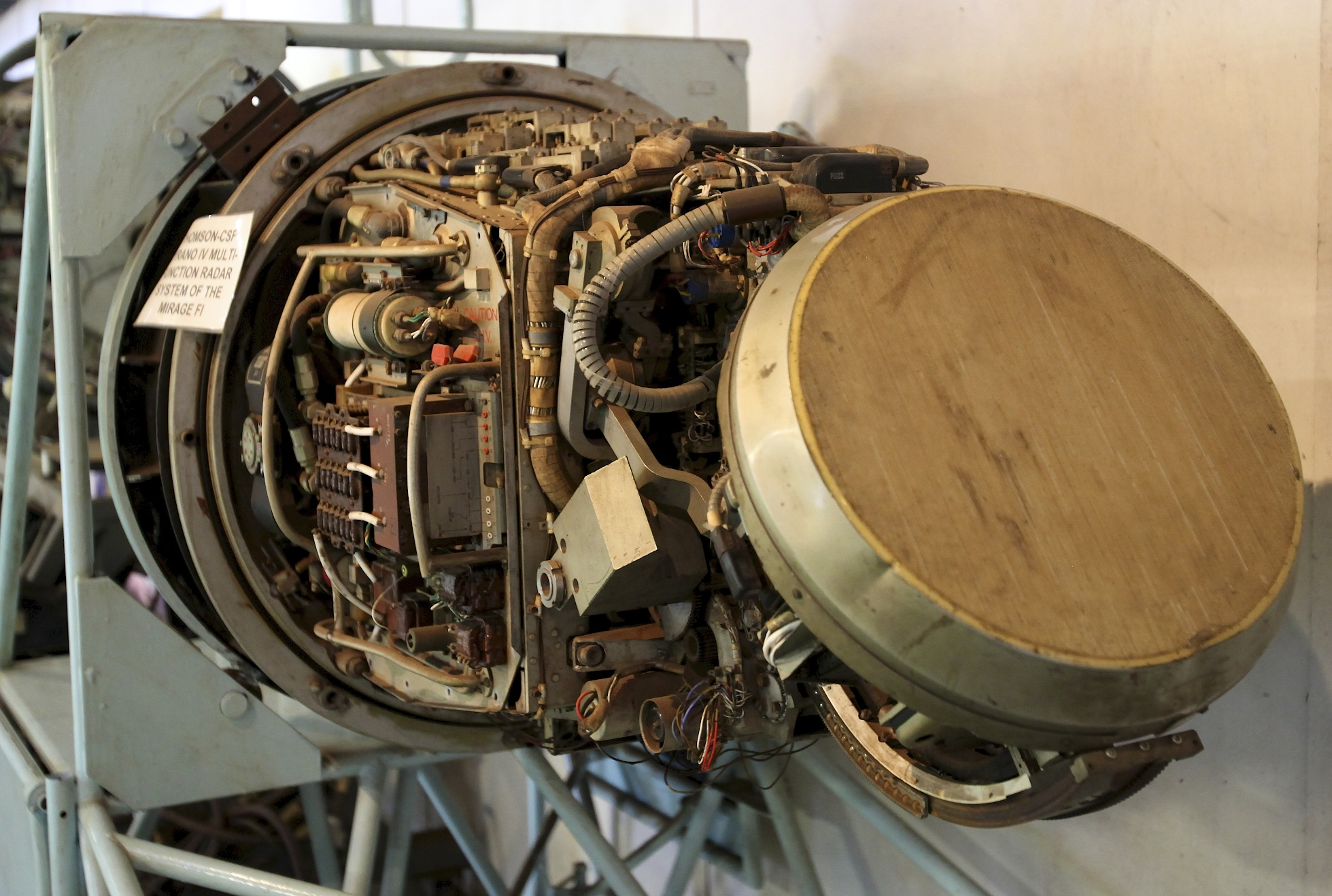
Il radar Cyrano, prodotto dalla Thomson-CSF a partire dagli anni sessanta.

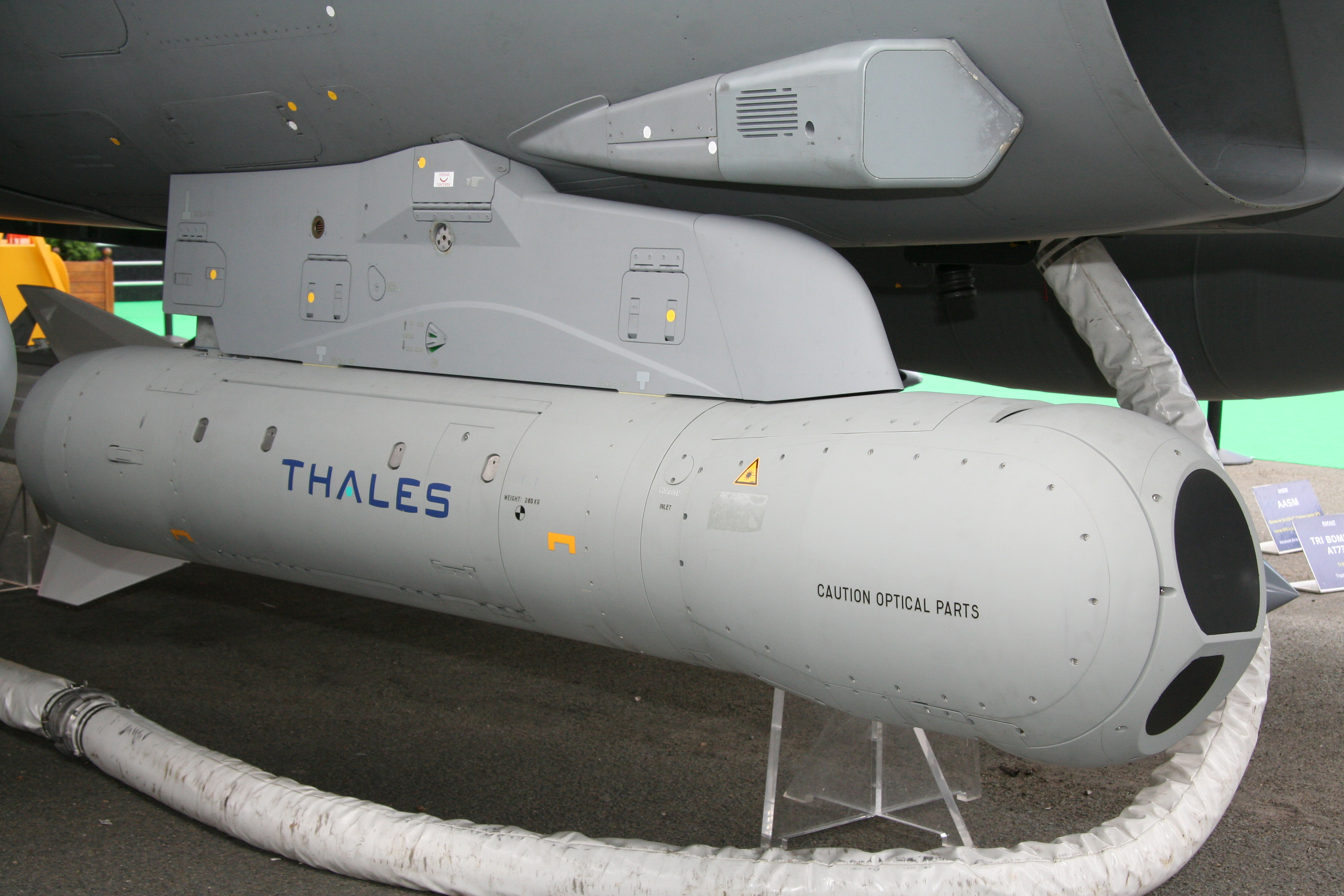
Pod di acquisizione del bersaglio Damoclès di Thales che equipaggia dal 2010 i caccia francesi.

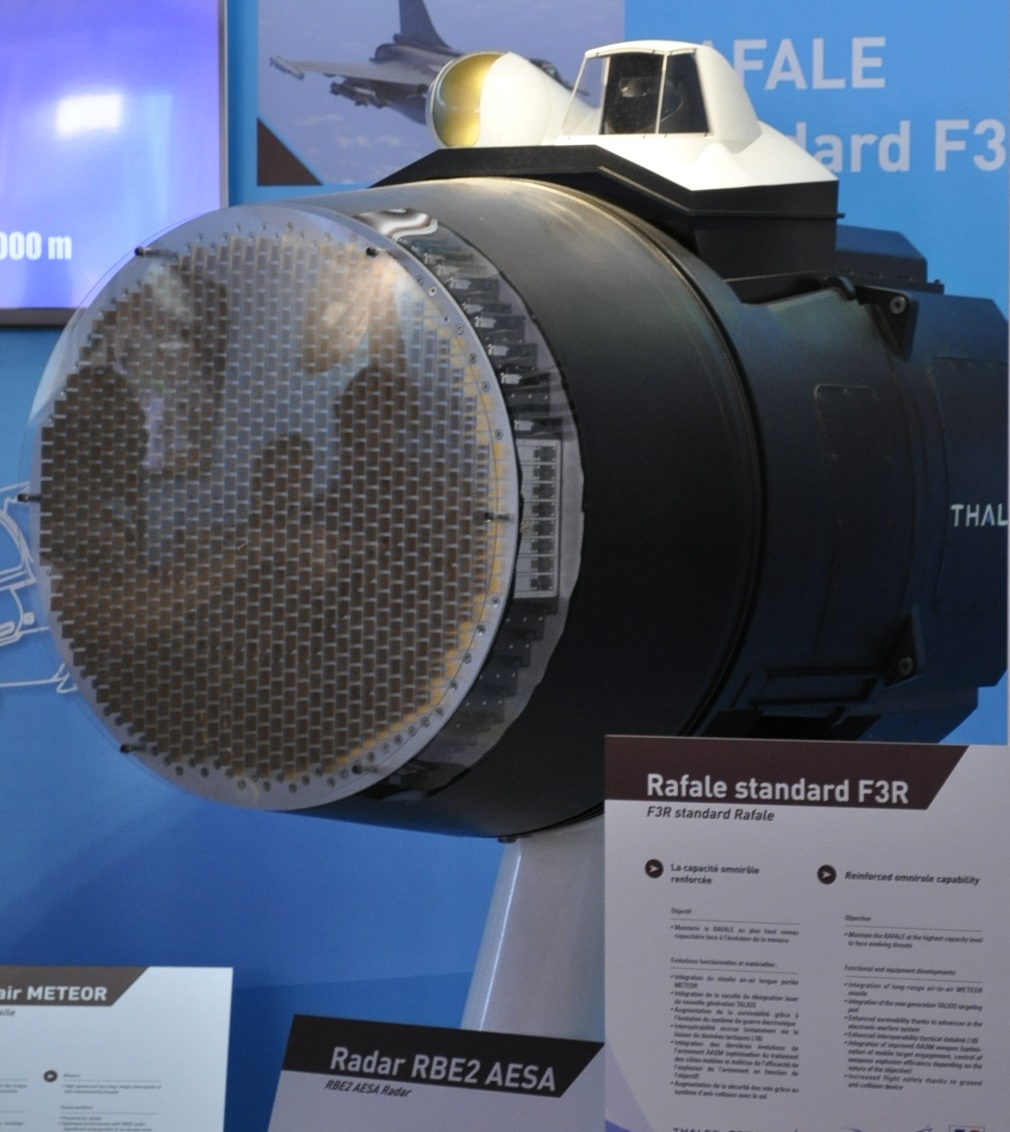
Maquette del radar RBE2 AESA di Thales che equipaggia il Rafale F3R.

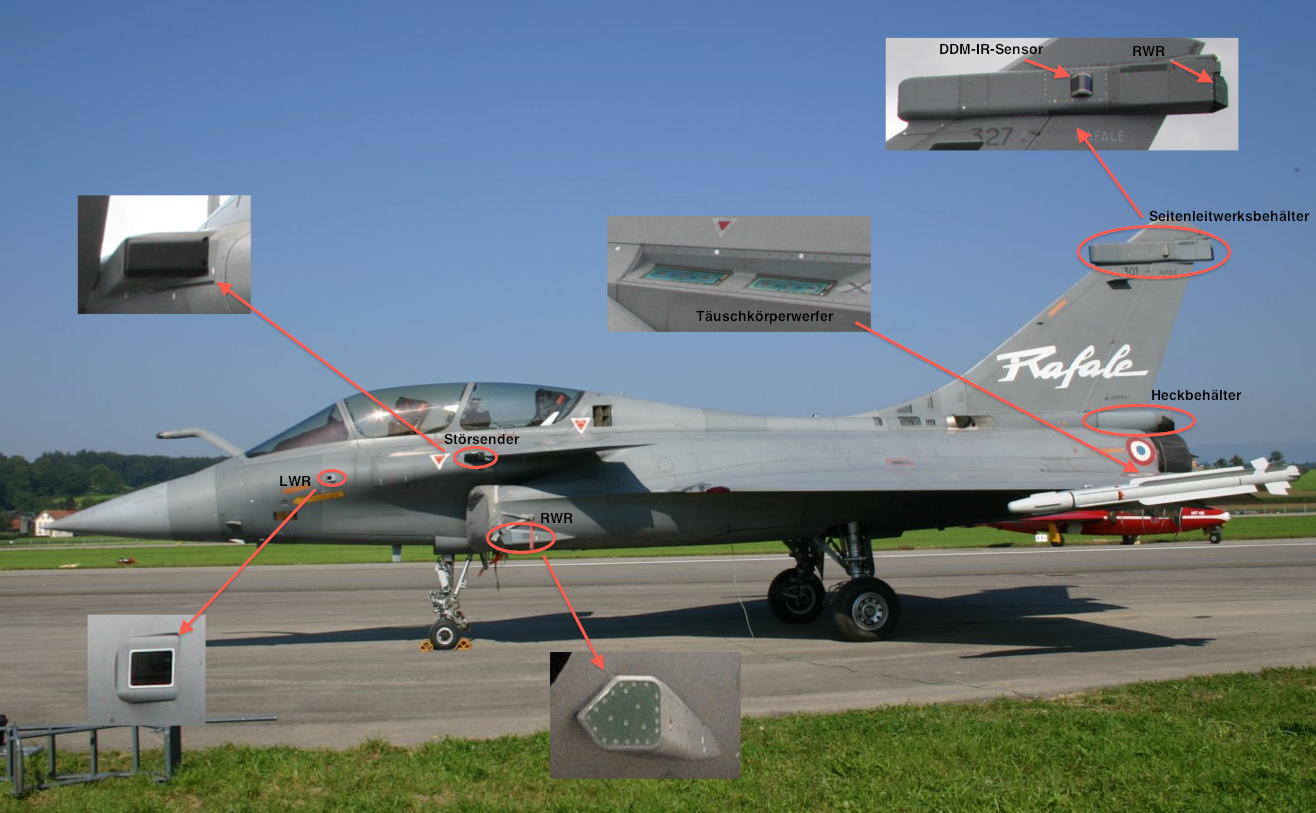
Il Sistema di protezione e di evitazione dei sistemi di puntamento del Rafale (SPECTRA).

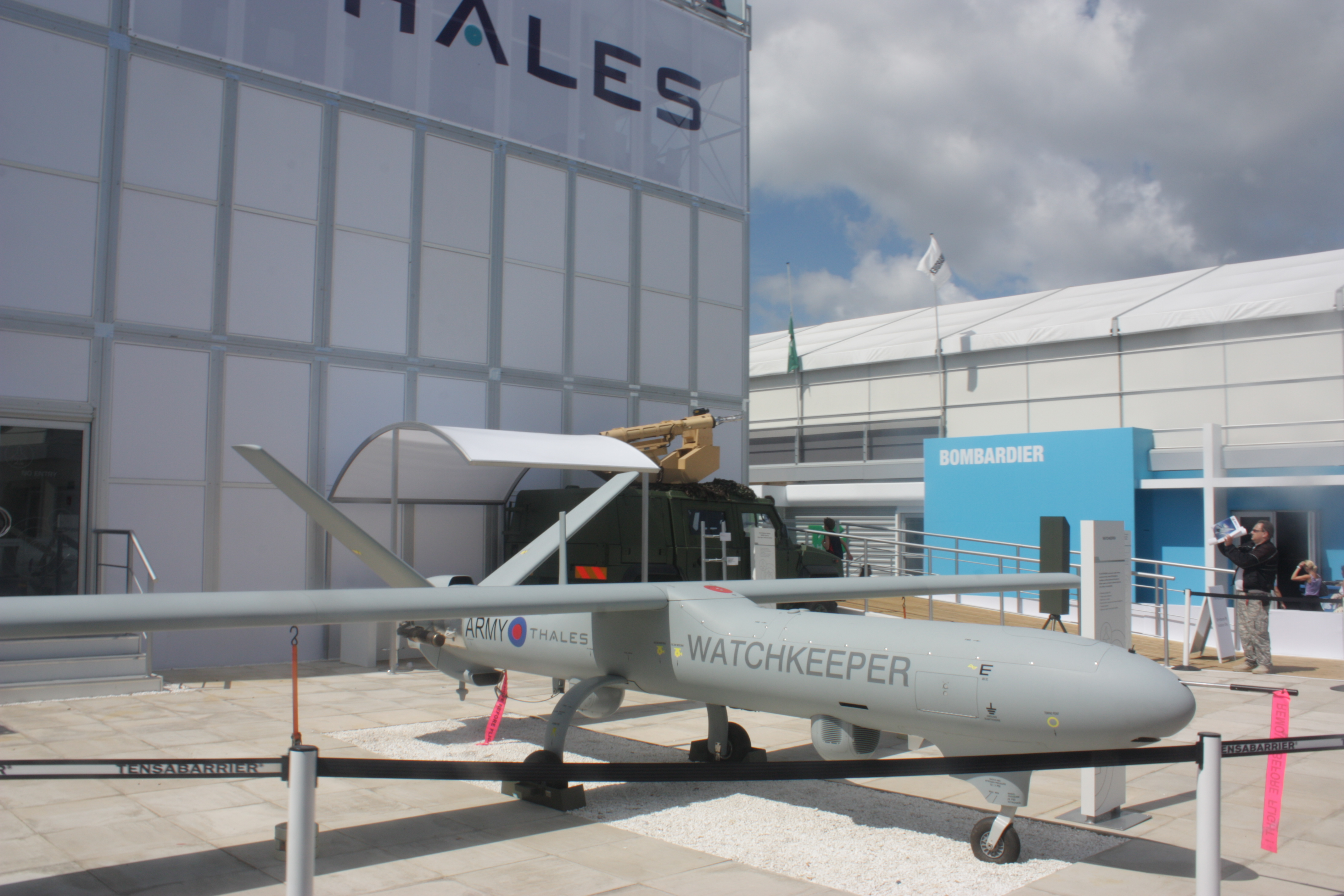
Il drone Watchkeeper.

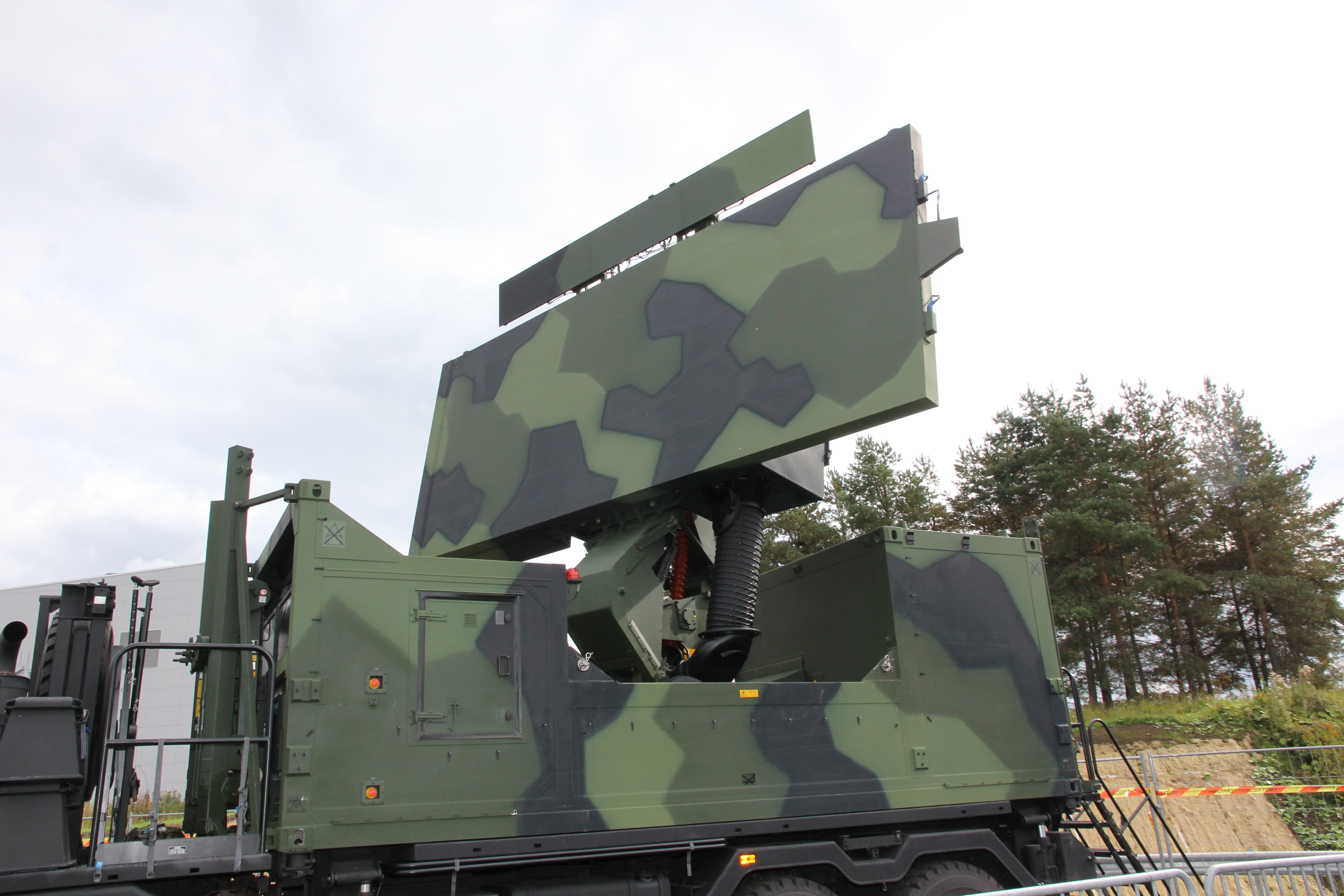
Il radar terrestre Ground Master 400.

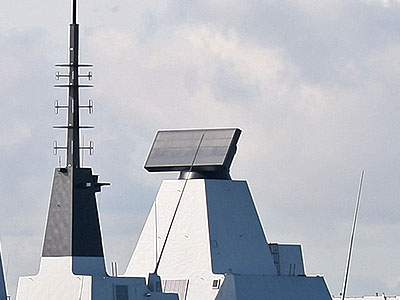
Il radar navale S1850M – derivato dallo SMART-L – che equipaggia le navi delle classi, e.

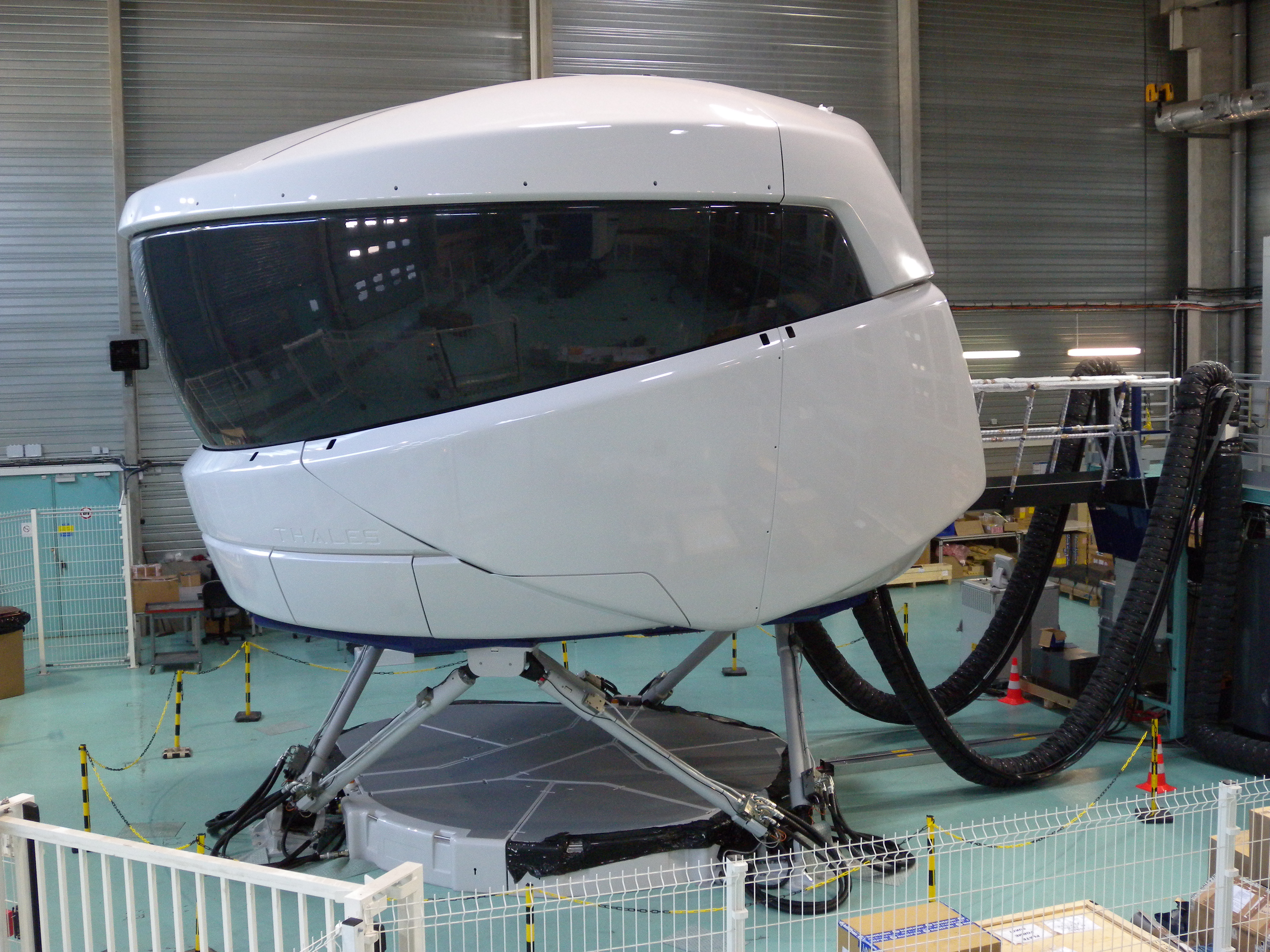
Il simulatore di volo Full Flight Simulator per il programma SSJ100.

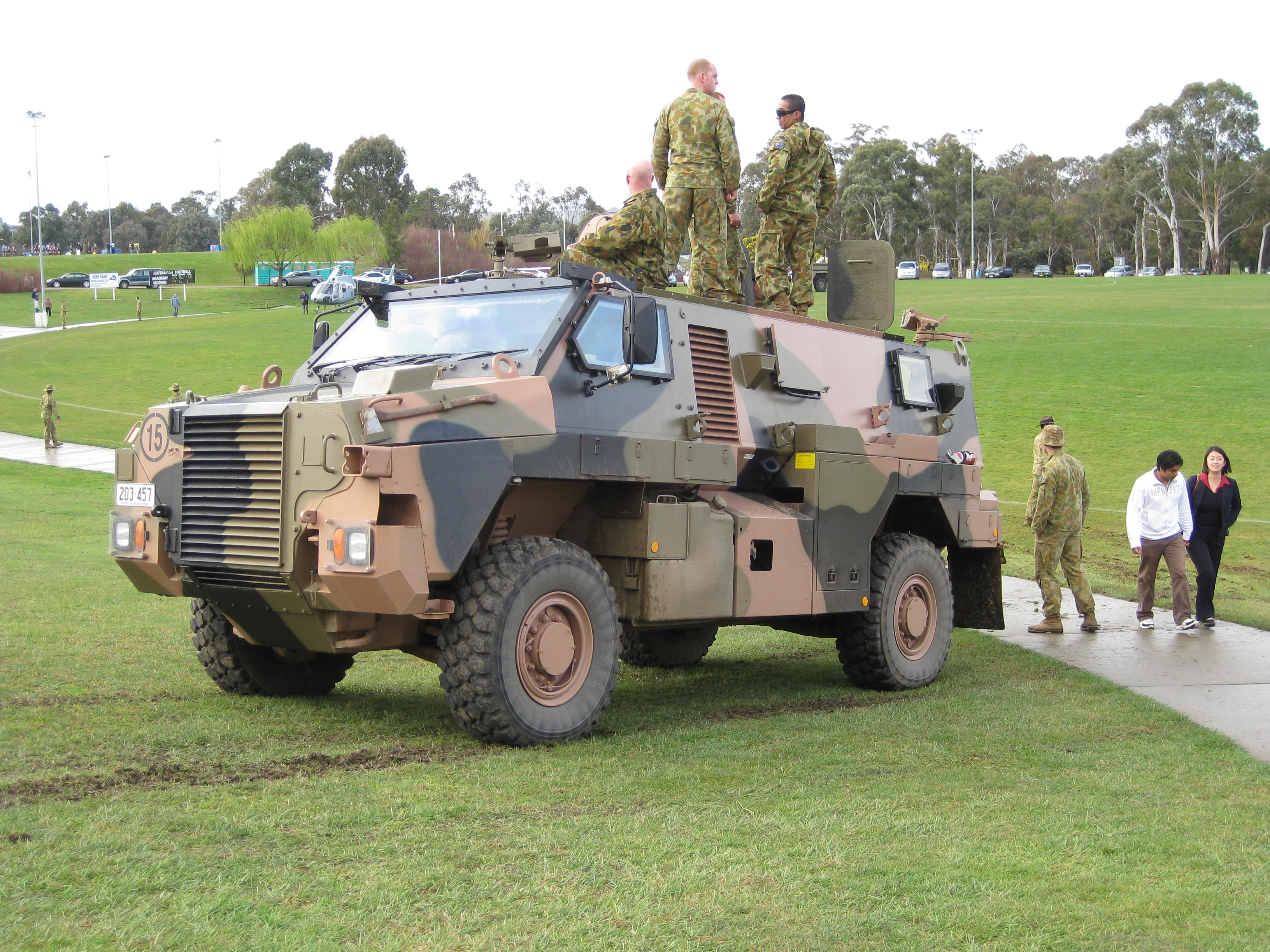
Il PMV Bushmaster dell'ADF.

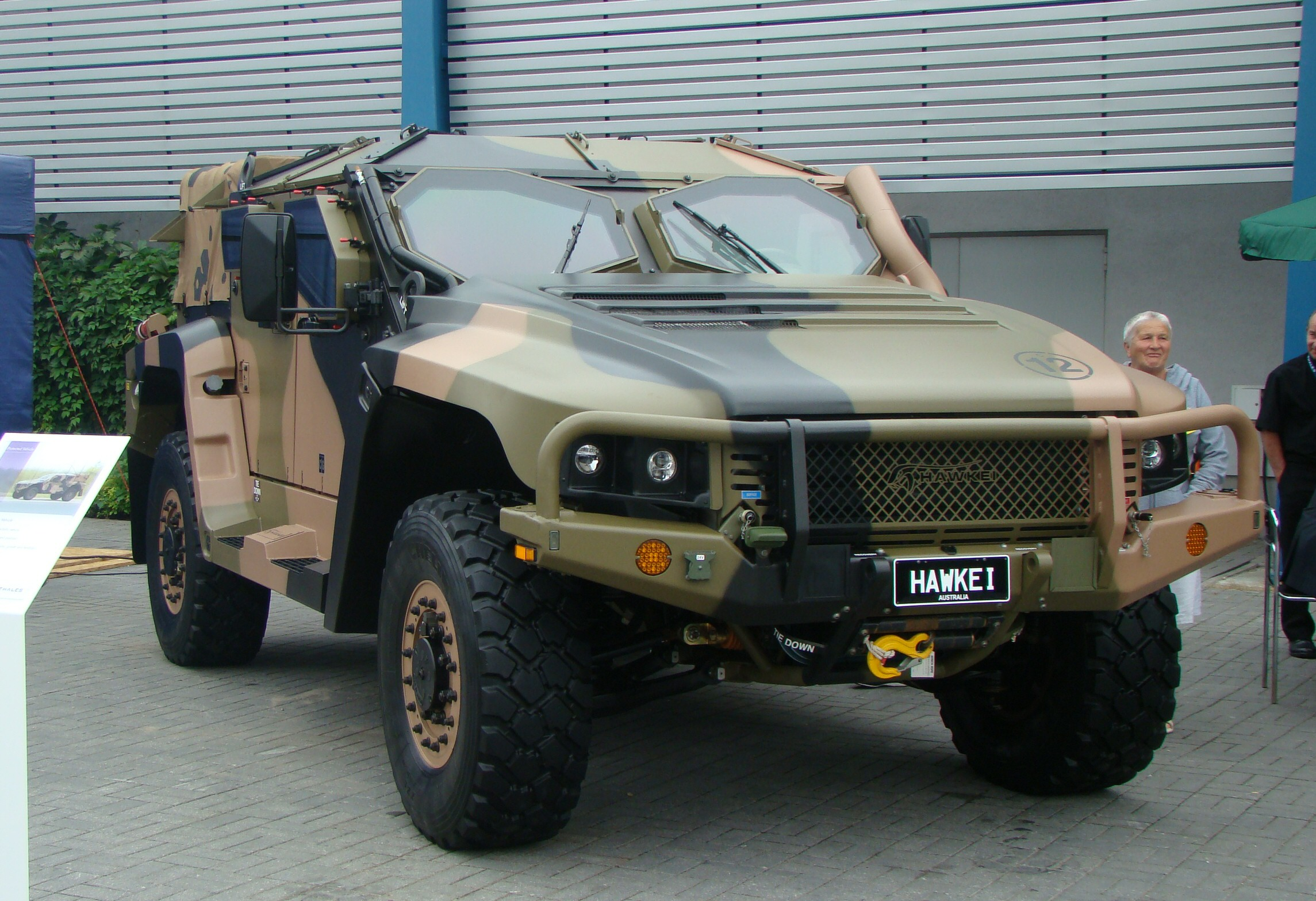
Il PMV Hawkei per l'ADF.

La Thomson-CSF (prima) e la Thales (in seguito) hanno realizzato diversi modelli di radars imbarcati per i caccia dell'Armée de l'air:
- Cyrano, una famiglia di radar realizzata in diverse versioni:
  - Cyrano I e I bis, per il Mirage IIIA/B/C e il Draken
  - Cyrano II, per il Mirage IIIE
  - Cyrano III, solo prototipi
  - Cyrano IV e IV M, per il Mirage F1
  - Agave, per il Super-Étendard e il Jaguar
  - Aïda (EMD/ESD), per il Mirage 5
- Anemone (Appareil Numérisé pour l'Exploitation des MOuvements Navals Éloignés) per il Super-Étendard Modernisé
- RD (Radar Doppler), per il Mirage 2000 e che è stato realizzato diverse versioni:
  - RDM (Radar Doppler Multifonction)
  - RDI (Radar Doppler à Impulsions)
  - RDY (Radar Doppler Multitarget), Mirage 2000-5
  - RDC (Radar Doppler Compact), per il retrofit di Mirage III, Mirage 5 e Mirage F1.
- Antilope V (EMD/ESD), per il Mirage 2000N/D
- RBE2 (Radar à Balayage Électronique 2 plans) che equipaggia esclusivamente il Rafale e che è stato realizzato in tre versioni:
  - RBE2 - Passive electronically scanned array (PESA)
  - RBE2-AA - Antenne Active (AA)
  - RBE2-AESA - Active electronically scanned array (AESA)

Thales è presente in Italia fin dal 1988 (creazione di SGS-Thomson) ed impiega 2 800 persone, nei settori della sicurezza, dei trasporti, dell'aerospaziale, della difesa e dello spazio. In particolare 2 300 persone sono impiegate nella joint venture Thales Alenia Space Italia (67%) e le altre nella filiale italiana Thales Italia. L'azienda è presente in 7 siti: Firenze (Sesto Fiorentino), Roma, Chieti, Milano (Gorgonzola, Segrate), Varese (Vergiate), L'Aquila e Torino. Inoltre l'azienda è azionista al 33% di Elettronica SpA e di Telespazio, entrambe con Leonardo.
Thales opera in Italia (al 31 dicembre 2016) con diverse società, in alcune con una partecipazione minoritaria:
- ALTEC SpA (34%)
- CRAT (13%)
- CIRA ScPA (6%)
- Consel - Consorzio ELIS ScRL (1%)
- CO.RI.S.T.A. (45%)
- Consorzio SINGEN (67%)
- Consorzio SITAB (50%)
- Elettronica SpA (33%)
- RITEL (in fallimento, 5%)
- Telespazio SpA (33%)
- Thales Alenia Space Italia SpA (67%)
- Thales Italia SpA (100%)
- Thales Starmille Srl (100%)

Thales è un gruppo d'elettronica specializzato nell'aerospaziale, nella difesa, nella sicurezza e nel trasporto terrestre.

La società è quotata alla borsa di Parigi, è presente in 56 paesi e impiega 64 000 dipendenti al 31 dicembre 2016, Thales è uno dei leader mondiali degli apparecchi destinati all'industria dell'aeronautica, dello spazio, della difesa, della sicurezza e delle modalità di trasporto.
Le origini del gruppo risalgono al 1968, quando la branca specializzata di elettronica professionale di Thomson-Brandt si è fusa con CSF per creare Thomson-CSF. Un'altra data chiave è il 1998, quando le branche specializzate nelle attività militari di Alcatel, Dassault Électronique e Thomson-CSF si sono riunite per formare una nuova società (che si chiamerà sempre Thomson-CSF). Alla fine del 2000, anche a seguito dell'acquisizione di Racal, la società prende il nome attuale: Thales.

Il nome Thales deriva da quello del filosofo, matematico e astronomo greco Talete (che in francese si scrive Thalès), ma è ugualmente un acronimo per le principali entità del gruppo: TH per Thomson-CSF, AL per Racal o Signaal e ES per Electronic Systems. In francese si pronuncia /taˈlɛs/ .
Il gruppo è organizzato in maniera matriciale: per zone geografiche e per settori di attività nei quali il gruppo dispone di una capacità a sviluppare dei sistemi critici disponendo di un mercato internazionale:
- aerospaziale (aeronautica, spazio);
- trasporto (sistemi di trasporto terrestre);
- difesa e sicurezza (sistemi d'informazione e di comunicazioni sicuri, sistemi terrestri e aerei, sistemi di missione di difesa).

Dal 2019 è divenuta il più grande produttore mondiale di schede SIM per telefoni cellulari dopo l'acquisizione di Gemalto.
È membro dell'Istituto europeo per le norme di telecomunicazione (ETSI).

## Cronologia

### Origini (fino al 1968)
- 1893: Creazione della Compagnie française Thomson-Houston (CFTH) per sfruttare in Francia i brevetti della società statunitense Thomson-Houston Electric Company, nei settori della produzione e trasporto dell'elettricità.
- 1918: Creazione della Compagnie Générale de Télégraphie Sans Fil (CSF), pioniere delle trasmissioni per onde radio, dell'elettroacustica e dei radar.
- 25 aprile 1955: Iscrizione al registro delle imprese, RCS : 552 059 024.
- 1962: Creazione della Électronique Marcel Dassault (EMD), filiale di Dassault Aviation, nel 1982 la società diventa Électronique Serge Dassault (ESD) ed infine nel 1990 è rinominata Dassault Électronique.

### Thomson-CSF (1968-2000)
- 1968: Creazione di Thomson-CSF a seguito della fusione della CSF e delle attività di elettronica professionale di Thomson-Brandt.
- 1971: Consegna al Sudafrica delle prime unità del sistema missilistico antiaereo a corto raggio Cactus, conosciuto anche come Crotale, sviluppato a partire dal 1964 da Thomson-Houston – poi da Thomson-CSF – e Matra.
- 1982: Nazionalizzazione dell'azienda.
- 1983: Cessione delle attività di telecomunicazioni civili alla Compagnie Générale d'Électricité (diventata in seguito Alcatel).
- 1984: Creazione di Alcatel Thomson Espace (che nel 1988 diventa Alcatel Espace), che riprende le attività della Division Espace (DES) di Thomson-CSF.
- 25 luglio 1984: Creazione di Thomson Brandt Armements a La Ferté-Saint-Aubin[8]. L'azienda in seguito diventerà TDA Thomson DASA Armements e infine TDA Armements (filiale al 100% di Thales)[9].
- 1987: Vendita delle attività della Compagnie Générale de Radiologie (CGR) a General Electric e creazione di SGS-Thomson attraverso la fusione delle proprie attività semiconduttore con quelle dell'azienda italiana SGS Microelettronica.
- 26 gennaio 1988: Il lancio del programma Rafale è ufficialmente annunciato da un comitato interministeriale, mentre il contratto di sviluppo è firmato il 21 aprile 1988. Da questa data, AMD-BA (in seguito Dassault Aviation), Snecma (in seguito Safran), Thomson-CSF (in seguito Thales) e Dassault Électronique (nel 1998 confluita in Thales) passano alla fase di realizzazione dei materiali di preserie. Thales è membro del GIE RAFALE International insieme agli altri due partner principali del programma Rafale: Dassault Aviation e Snecma/Safran.
- 1989: Acquisizione delle attività dell'elettronica di difesa del gruppo Philips: Hollandse Signaalapparaten B.V. detta Signaal, l'azienda – che aveva sviluppato il CIWS Goalkeeper – è dapprima chiamata Thomson-CSF Signaal per diventare in seguito «Thales Nederland».
- giugno 1989: Creazione del GIE Eurosam (European Surface-to-Air Missile), da parte di Aérospatiale, Alenia[non chiaro] e Thomson-CSF (in seguito diventate MBDA Missile Systems e Thales) per realizzare i missili di difesa aerea della Famille de Sol-Air Futurs (FSAS): SAMP/T, SAAM, PAAMS.[10]
- Febbraio 1990: Thomson-CSF vende la filiale "Thomson CSF Finances" al Crédit lyonnais; inizialmente è ceduto il 50%, poi il 65% e infine il 100% (nel 1993), in cambio Thomson-CSF entra nel capitale della banca lionese con quasi il 20%; "Thomson CSF Finances" è rinominata "Altus Finance".
- 1990: Thomson-CSF e Ferranti creano la Ferranti Thomson Sonar Systems (FTSS), unendo le loro attività nel settore dei sonar. Nel 1995 l'azienda è rinominata Thomson Marconi Sonar (TMS), a seguito dell'acquisto di GEC-Marconi delle quote di Ferranti. Nel 2001, Thales acquista le quote da BAE Systems (nata dalla fusione di BAe e Marconi) e l'azienda è infine rinominata «Thales Underwater Systems».
- 15 agosto 1991: Firma del contratto per l'acquisto da parte di Taiwan di 6 fregate della classe La Fayette a Thomson-CSF per 16 miliardi di franchi. Le 6 fregate saranno consegnate tra il 1996 e il 1998. Questo contratto sarà all'origine di uno scandalo politico-finanziario conosciuto come l'Affaire des frégates de Taïwan.
- 1993: Thomson-CSF acquista la società – all'epoca in via di fallimento – di obiettivi fotografici e cinematografici Angénieux. In seguito la società, diventata Thales Angénieux SAS, è integrata al settore optronica della divisione Difesa Terrestre del gruppo ed è attiva sia nel settore civile che militare, in particolare con i dispositivi di visione notturna.[11]
- luglio 1993: Creazione del GEIE EuroTorp insieme a WASS Whitehead Alenia Sistemi Subacquei (50%), DCNS (26%) e Thomson-CSF (24%) per la commercializzazione dei siluri leggeri A244/S, la realizzazione dei nuovi siluri MU-90 Impact e dei loro relativi sistemi di lancio. L'entità operativa di Thomson-CSF incaricata è la Thomson Marconi Sonar, che in seguito diventerà la Thales Underwater Systems.[12][13]
- 19 settembre 1994: Creazione di TDA Thomson DASA Armements[14]. L'azienda trae origine dalla Thomson Brandt Armements (e dalla DASA) e diventa in seguito TDA Armements (filiale al 100% di Thales).
La TDA ARMEMENTS SAS è un'azienda produttrice di armamenti e munizioni, basata a La Ferté-Saint-Aubin, negli stabilimenti che furono della Brandt ed ereditiera dell'azienda fondata da Edgar Brandt.[9]
- 21 settembre 1994: Firma del contratto per la vendita al Pakistan di 3 sottomarini della classe Agosta; poi nel novembre 1994 firma del contratto per la vendita all'Arabia Saudita di 3 fregate della classe La Fayette. La realizzazione dei sottomarini e delle fregate è affidata alla DCN e a Thomson-CSF per l'elettronica imbarcata. Questi contratti saranno all'origine di un altro scandalo politico-finanziario conosciuto come l'Affaire des frégates d'Arabie saoudite et des sous-marins du Pakistan o come l'Affaire Karachi (dal nome della città dove l'8 maggio 2002 ha luogo un attentato nel quale morirono 14 persone, tra cui 11 dipendenti della DCN).
- Aprile 1996: Cessione della partecipazione nel Crédit lyonnais.
- 1997: Cessione della partecipazione in SGS-Thomson (diventata in seguito STMicroelectronics).
- 1998: Privatizzazione di Thomson-CSF e integrazione di alcune attività di Alcatel e del Gruppo Dassault (GIMD) che ne diventano azionisti. Creazione di Alcatel Space, detenuta da Thomson-CSF (49%) e Alcatel (51%) e raggruppante le attività spaziali di Alcatel (Alcatel Espace), Aérospatiale e Thomson-CSF.[15]
- 1999: Presa di controllo del 100% di Sextant Avionique, joint venture tra Thomson-CSF e Aérospatiale (diventata in seguito Airbus Group) nell'avionica. L'azienda nel 2001 è rinominata «Thales Avionics SAS».
- 31 gennaio 2000: Thomson-CSF acquista il rimanente 50% di Shorts Missile Systems (SMS) – una joint venture creata nel 1983 da Short Brothers e Thomson-CSF – da Bombardier Inc. (proprietaria di Short Brothers). La società, basata a Belfast, nel 2001 è stata rinominata «Thales Air Defence Limited» (TADL) e produce diversi MANPADS, tra cui Starburst, STARStreak e Lightweight Multi-role Missile (LMM).
- 2000: Acquisizione della società britannica Racal Electronics plc, tramite un OPA lanciata a fine aprile. Il 15 giugno 2000 l'operazione ha avuto il via libera dalla Commissione europea[16].
- 16 ottobre 2000: Creazione della joint venture Horizon J.V. (Thales, DCN, Fincantieri e Finmeccanica) per la realizzazione del programma Common New Generation Frigate (CNGF)[17].
- 5-6 dicembre 2000 Thomson-CSF diventa Thales.[1]

### Thales (dal 2000)
- 2001: Cessione della partecipazione in Alcatel Space Industries (ASI), filiale di Alcatel (51%) e di Thales (49%).
- 2001: Creazione della joint venture ThalesRaytheonSystems (50/50) insieme a Raytheon; l'operazione ha avuto il via libera dalla Commissione europea il 30 marzo 2001. La JV (TRS LLC e TRS SAS) è sciolta nel giugno/luglio 2016, Thales cede il 50% di TRS LLC a Raytheon e rileva da questa il 50% di TRS SAS.[18].
- 1º agosto 2002: Creazione della joint venture Armaris con DCN (50/50), la quale ha come obiettivo la gestione e l'esportazione dei prodotti della DCN, essa detiene anche delle partecipazioni in Horizon SAS (50/50 insieme a Orizzonte Sistemi Navali) e Eurosysnav SAS (50/50 insieme a Finmeccanica)[19]. L'azienda sarà nel 2007 acquisita dalla DCN, a seguito cessione di Thales delle attività navali di superficie (Thales Naval France)[20].
- 2003: Thales UK crea insieme a BAE Systems e al Ministry of Defence (Babcock e VT Group si uniranno nel 2005) l'Aircraft Carrier Alliance (ACA), che ha per missione la realizzazione delle due portaerei della classe Queen Elizabeth per la Royal Navy.
- 2004: Notificazione del contratto di studi preliminari per la PA 2 alla joint venture MOPA2, detenuta da DCN (65%) e Thales (35%). Nel 2007 MOPA2 sarà acquisita da DCN[20].
- 2005: Thales UK sigla il contratto (in qualità di general contractor) relativo al programma del drone di ricognizione tattica Watchkeeper per la British Army. Thales è l'azienda leader in Europa nel settore dei droni tattici (TUAV).
- 2005: La Francia e l'Italia, con il supporto dell'OCCAR, lanciano ufficialmente il programma FREMM. Thales fornisce una suite sonar – sonar di scafo UMS 4110 CL e sonar rimorchiato CAPTAS 4 VDS –, il radar multifunzione Herakles, il sistema di monitoraggio optronico IRST Artemis, i sistemi di comunicazione e di guerra elettronica per le versioni francesi della classe Aquitaine.[21]
- 2006: Diehl Luftfahrt Elektronik e Diehl Avionik Systeme sono fuse in una nuova società: Diehl Aerospace GmbH, in questa joint venture Thales detiene il 49% e Diehl Stiftung il 51%.
- 5 aprile 2006: Thales e Alcatel annunciano il progetto di trasferimento a Thales delle attività di Alcatel nei settori dei satelliti (Alcatel Alenia Space e Telespazio), dei sistemi critici per il trasporto ferroviario e la sicurezza.
- 12 ottobre 2006: Creazione di Thales Australia a seguito dell'acquisizione da parte di Thales della totalità di ADI Limited, società australiana del settore della difesa e produttrice del PMV Bushmaster[22], fino ad allora detenuta congiuntamente (al 50%) con Transfield Holdings. ADI è raggruppata con le altre filiali australiane di Thales, per formare una sola entità «Thales Australia».
- 4 dicembre 2006: Alcatel-Lucent e Thales firmano l'accordo finale circa il trasferimento a Thales delle attività trasporti, sicurezza e spaziali di Alcatel-Lucent e sulla loro futura cooperazione industriale (aumento della partecipazione di Alcatel-Lucent in Thales dal 9,46% al 20,95%)[23]. L'accordo relativo al trasferimento delle attività spaziali (Alcatel Alenia Space (67%) e Telespazio (33%)) ha ricevuto il via libera dalla Comunità Europea il 10 aprile 2007[24]; l'operazione è completata il 4 maggio 2009[25].
- 2007: Acquisizione delle attività Trasporti & Sicurezza e Spazio (subentro di Thales in Alcatel Alenia Space che diventa Thales Alenia Space) e cessione a DCN delle attività navali di superficie (Thales Naval France, partecipazione in Armaris e in MOPA2). Parallelamente, acquisizione del 25% del capitale di DCNS dallo Stato francese[20].
- 2008: La joint venture AirTanker (partecipata da Thales al 13,3%) sigla il contratto del programma Future Strategic Tanker Aircraft per la fornitura di 14 Voyager KC2/KC3 alla Royal Air Force.
- 18 novembre 2008: Dassault Aviation entra in negoziazione esclusiva con Alcatel-Lucent per acquistare le sue azioni in Thales[26]. Il 19 dicembre 2008 Dassault Aviation firma l'accordo definitivo[27]; l'operazione è completata il 20 maggio 2009[28].
- 2009: Acquisizione dalla parte di Dassault Aviation delle azioni di Thales detenute da Alcatel-Lucent (ex Alcatel) e GIMD. Dassault Aviation diventa azionista di Thales all'altezza del 26%.
- 2011: Thales aumenta nel capitale di DCNS all'altezza del 35%.
- Il 6 settembre 2012: Thales insieme a Orange e a CDC crea la società Cloudwatt SAS, specializzata nel cloud computing. Nel 2011, attraverso il progetto Andromède , il governo francese intendeva creare un cloud sovrano per l'amministrazione e le aziende francesi; con il supporto della CDC vengono create nel 2012 Cloudwatt e Numergy (SFR e Bull). Nel marzo 2015 Cloudwatt passa integralmente sotto il controllo di Orange.[29]
- 1º dicembre 2012: Primo volo dell'UCAV Dassault Neuron; Thales partecipa al programma, lanciato nel 2005, fornendo un sistema GPS e il sistema di comunicazioni[30]. Thales parteciperà anche al programma di UCAV franco-britannico SCAF / FCAS[31].
- 23 luglio 2013: Sagem (Safran) e Thales annunciano la creazione di Optrolead, una joint venture (50/50) per il settore dell'optronica.
- 2014: Lancio del piano strategico Ambition 10.
- gennaio 2014: Nel quadro del programme SCORPION dell'Armée de terre, la DGA ha lanciato la consultazione EBMR, volta a realizzare due autoblindo: l'EBRC Jaguar e il VBMR Griffon; per rispondere a questa consultazione Thales insieme a Nexter Systems e Renault Trucks Defense ha creato un GME che realizzerà i due autoblindo.[32]
- 5 gennaio 2015: Thales trasferisce la propria sede centrale presso la Tour Carpe Diem a La Défense.[33]
- 5 ottobre 2015: Il governo australiano sigla un contratto con Thales Australia per la fornitura di 1 100 veicoli blindati tattici 4×4 PMV Hawkei per l'ADF.[34]
- 1º giugno 2016: Thales Rail Signalling Solutions AG (filiale svizzera di Thales), in qualità di partner del consorzio Transtec Gotthard, ha realizzato la tecnologia ETCS – Livello 2 del nuovo tunnel ferroviario del San Gottardo.[35]
- 20 luglio 2016: Thales fornirà alla scuderia di Formula 1 Williams Martini Racing e alla divisione tecnica del gruppo Williams Advanced Engineering delle soluzioni di sicurezza informatica per assicurare la trasmissione in tempo reale ed altamente sicura dei dati telemetrici.[36]
- 14 dicembre 2016: Inizio dei cantieri del progetto del TER Dakar, che connetterà il nuovo aeroporto di Dakar alla città; Engie e Thales piloteranno il progetto per la parte progettazione e realizzazione delle infrastrutture e dei sistemi del TER.[37]
- 5 gennaio 2017: La Direction générale de l'armement (DGA) affida a Thales il contratto per la fornitura alle forze armate francesi di 70 mini-droni di ricognzione (SMDR) di tipo Spy'Ranger.[38]
- 15 gennaio 2017: Thales e Lockheed Martin annunciano l'attribuzione del contratto per la fornitura del nuovo sistema di sorveglianza e controllo aereo (AEW) della Royal Navy nel quadro del programma «CROWSNEST» ("airborne surveillance and control capability – ASaC"). Gli elicotteri Merlin Mk2 ASaC – che dal 2018 sostituiscono i Sea King Mk7 ASaC – sono dotati delle nuove versioni del radar "Searchwater" e del sistema di missione "Cerberus" di Thales[39]. I sistemi di Thales erano stati selezionati il 22 maggio 2015 a seguito di procedura di evidenza pubblica.[40]
- 11 aprile 2017: La SIMMAD ha attribuito a Thales un contratto di servizio di 977 milioni di euro su 10 anni per la realizzazione di una Logistica Ottimizzata per il Riapprovvisionamento di Consumabili Aeronautici per le forze armate francesi (programme LORCA).[41]
- 21 aprile 2017: Il governo francese notifica alla DCNS il contratto per lo sviluppo e la realizzazione di 5 Frégates de taille intermédiaire (FTI) per la Marine nationale; Thales fornirà diversi equipaggiamenti elettronici: radar multifunzione SEA FIRE, sonar rimorchiato CAPTAS-4 compact, sistema di comunicazioni navali integrato Aquilon e un sistema di identificazione (IFF), sistema di guerra elettronica ESM SENTINEL.[42]
- 28 aprile 2017: Acquisizione della società statunitense Guavus, specializzata nel big data.
- 12 maggio 2017: Cessione dell'attività di gestione d'identità a Groupe Imprimerie Nationale, la tipografia dello Stato francese detenuta al 100% da APE.
- 17 agosto 2017: Il governo canadese assegna a Thales il contratto "AJISS" per la manutenzione della flotta – Offshore Patrol Ships (AOPS) e Joint Support Ships (JSS) – della Royal Canadian Navy per massimo 35 anni e per un valore di 5,2 miliardi di dollari canadesi (circa 3,5 miliardi di euro).[43]
- 17 dicembre 2017: Thales e Gemalto – azienda olandese leader nella sicurezza digitale e più grande produttore di carte SIM al mondo – annunciano un accordo (di fusione) secondo il quale Thales acquisterà l'integralità delle azioni (al prezzo di €51 ad azione) di Gemalto al fine di creare un'azienda leader mondiale nella sicurezza digitale; Thales combinerà le sue attività digitali all'interno di Gemalto, che conserverà il proprio marchio e diventerà la settima unità d'affari mondiale di Thales[44]. L'11 dicembre 2017, Atos aveva espresso la volontà di acquistare Gemalto (al prezzo di €46 ad azione)[45], questa offertà è stata però rifiutata due giorni dopo dal consiglio di amministrazione di Gemalto[46].

## Attività

### Aeronautica
- Air Traffic Management
- Avionica per l'aviazione
- IFE Thales InFlyt Experience
- Sistemi elettrici
- Soluzioni per l'addestramento
- Soluzioni per la navigazione
- Supporto & Servizi

### Spazio
- Telecomunicazioni
- Osservazione della Terra
- Scienze & Esplorazione spaziale
- Navigazione
- Infrastrutture orbitali e trasporto spaziale

### Trasporti
- Grandi linee ferroviarie
- Mobilità urbana
- Manutenzione e supporto

### Difesa
- Forze Aeree
- Forze Terrestri
- Forze Navali
- Radiocomunicazione
- Sistemi Interarma
- Soluzioni per l'addestramento
- Comunicazioni militari via satellite
- Reti resilienti
- Sistemi di droni aerei

### Sicurezza
- Stato
- Città
- Infrastrutture critiche
- Sistemi informativi critici e cybersecurity

### Soluzioni per mercati specifici
- Big data
- Sistemi informativi critici e cybersecurity
- Lasers
- Microonde & Sotto-sistemi di immagine
- Soluzioni per l'addestramento
- schede SIM ed eSIM per telefonia cellulare
- antenne di 8 cm in grado di rilevare la sola componente magneticia delle onde radio. Ciò permette di registrare come l’elettricità si muove attraverso le fibre degli organi, creando rami completamente nuovi della diagnostica.[47]

## Organizzazione
██ Francia (24%)
██ Resto d'Europa (21,33%)
██ Asia (13,33%)
██ Medio Oriente (12,67%)
██ America del Nord (10,67%)
██ Regno Unito (8,67%)
██ Australia e Nuova Zelanda (5,33%)
██ Resto del Mondo (4%)
██ Aerospaziale (39,05%)
██ Trasporti (10,77%)
██ Difesa e Sicurezza (49,6%)
██ Altri (0,58%)
██ Aerospaziale (35,56%)
██ Trasporti (9,11%)
██ Difesa e Sicurezza (54,81%)
██ Altri (0,53%)
██ TSA (25,82%)
██ Dassault Aviation (24,76%)
██ Thales (0,35%)
██ Dipendenti (2,71%)
██ Flottante (46,36%)

### Governo d'impresa
Elenco dei PDG di Thales
- 20 gennaio 1998 – 05-06 dicembre 2000: Denis Ranque (PDG di Thomson-CSF)
- 05-06 dicembre 2000 – 19 maggio 2009: Denis Ranque
- 19 maggio 2009 – 20 dicembre 2012: Luc Vigneron
- 20 dicembre 2012 – 27 novembre 2014: Jean-Bernard Lévy
- 27 novembre 2014 – 23 dicembre 2014: Philippe Logak (PDG ad interim)
- dal 23 dicembre 2014: Patrice Caine

Comitato esecutivo (31 marzo 2017)
- Patrice Caine (Chairman e Chief Executive Officer)
- Pascal Bouchiat (Senior Executive Vice President, Chief Finance Officer)
- Michel Mathieu (Senior Executive Vice President, Chief Operating Officer & Chief Performance Officer)
- Pascale Sourisse (Senior Executive Vice President, International Development)
- David Tournadre (Senior Executive Vice President, Human Resources)
- Isabelle Simon (Group Secretary & General Counsel, CLO)
- Philippe Keryer (Executive Vice President, Strategy, Research and Technology)
- Alex Cresswell (Executive Vice President, Land and Air Systems)
- Millar Crawford (Executive Vice President, Ground Transportation Systems)
- Marc Darmon (Executive Vice President, Secure Communications and Information Systems)
- Jean-Loïc Galle (Executive Vice President, Space)
- Gil Michielin (Executive Vice President, Avionics)
- Pierre Éric Pommellet (Executive Vice President, Defence Mission Systems)

Consiglio d'amministrazione (31 dicembre 2016)
- Patrice Caine (Thales, 2014-2018)
- Laurence Broseta (Settore Pubblico, 2014-2018)
- Laurent Collet-Billon (Settore Pubblico / Stato, 2014-2020)
- Yannick d'Escatha (indipendente, 2009-2020)
- Guylaine Dyèvre (indipendente, 2015-2019)
- Charles Édelstenne (Dassault Aviation, 2009-2018)
- Frédérique Sainct (dipendenti, 2016-2020)
- Philippe Lépinay (dipendenti, 2007-2017)
- Loïk Segalen (Dassault Aviation, 2009-2018)
- Anne-Claire Taittinger (indipendente, 2012-2018)
- Ann Taylor (indipendente, 2012-2018)
- Éric Trappier (Dassault Aviation, 2009-2018)
- Martin Vial (Settore Pubblico / Stato, 2015-2020)
- Marie-Françoise Walbaum (Dassault Aviation, 2013-2018)
- Delphine Gény-Stephann (Settore Pubblico, 2016-2018)
- Anne-Marie Hunot-Schmit (dipendenti, 2016-2020)

### Dati finanziari
|                                                             | 2012   | 2013   | 2014   | 2015   | 2016   |
| ----------------------------------------------------------- | ------ | ------ | ------ | ------ | ------ |
| Prese di ordini                                             | 12.527 | 12.928 | 14.363 | 18.880 | 16.514 |
| Carnet di ordini alla fine del periodo                      | 24.944 | 24.469 | 27.885 | 32.292 | 33.530 |
| Fatturato                                                   | 13.131 | 12.698 | 12.974 | 14.063 | 14.885 |
| Variazione totale (del fatturato)                           |        | + 0,3% | + 2,2% | + 8,4% | + 5,8% |
| Variazione organica (del fatturato)                         |        | + 3,3% | - 1,2% | + 4,5% | + 6,8% |
| EBIT                                                        | 848    | 1.011  | 985    | 1.216  | 1.354  |
| EBIT in % del fatturato                                     | 6,5%   | 8,0%   | 7,6%   | 8,6%   | 9,1%   |
| Reddito netto aggiustato, parte del Gruppo                  | 585    | 642    | 562    | 809    | 897    |
| Reddito netto consolidato, parte del Gruppo                 | 586    | 573    | 714    | 765    | 946    |
| Reddito netto aggiustato parte del Gruppo, per azione (EPS) | 2,86   | 3,20   | 2,75   | 3,89   | 4,25   |
| Dividendo per azione                                        | 0,88   | 1,12   | 1,12   | 1,36   | 1,60   |
| Flusso di cassa operativo                                   | 669    | 477    | 501    | 1.110  | 954    |
| Tesoreria netta alla fine del periodo                       | 1.528  | 1.077  | 1.006  | 1.978  | 2.366  |
| R&D autofinanziata                                          | 699    | 638    | 675    | 707    | 743    |
| Effettivi consolidati alla fine dell'anno                   | 61.238 | 59.467 | 61.709 | 62.194 | 64.071 |
|                                                             | 2012   | 2013   | 2014   | 2015   | 2016   |

### Azionariato
Privatizzazione di Thomson-CSF
Il 19 febbraio 1997, lo Stato francese decide di privatizzare Thomson-CSF. Nel 1998, lo Stato francese organizza il raggruppamento intorno a Thomson-CSF delle attività elettroniche di Alcatel, Aérospatiale e Dassault (GIMD). All'epoca lo Stato francese deteneva il 58,3% di Thomson-CSF attraverso la Thomson SA. 2 anni dopo, nel 2000, la società sarà rinominata Thales.

La privatizzazione di Thomson-CSF ha per obiettivo di creare due poli tecnologici:
- Thomson-CSF, le attività di elettronica professionale e di difesa di Alcatel Alshtom, Dassault Électronique e Thomson-CSF;
- Alcatel Space Industries, le attività satellitari di Alcatel Espace, Aérospatiale e Thomson-CSF.

Alla fine dell'operazione gli azionisti principali (69,3%) di Thomson-CSF sono: TSA (42,9%), Aérospatiale (4%), Alcatel (16,4%) e Dassault (6%).

Nel 2009, Dassault Aviation rileva le azioni del GIMD e di Alcatel-Lucent (ex Alcatel), e diventa l'unico partner industriale di Thales.

Thales è quotata a Euronext Paris, è stata presente nell'indice CAC 40 fino al 28 giugno 2006, è presente (al 2017) in diversi indici, tra cui CAC Next 20, CAC Large 60, CAC Low Risk, Euronext 100 e SBF 120.
Alcatel Space Industries era, all'epoca della creazione, detenuta al 51% da Alcatel Alshtom e al 49% da Thomson-CSF. Nel 2001, Alcatel rileverà le azioni di Thales (ex Thomson-CSF). Nel 2005, Alcatel Space Industries è fusa con Alenia Spazio e diventa Alcatel Alenia Space (67% Alcatel e 33% Finmeccanica). Nel 2007, a seguito del riacquisto delle azioni della Alcatel da parte di Thales, Alcatel Alenia Space è rinominata Thales Alenia Space (67% Thales e 33% Leonardo).
Azionisti
|                            | 1996  | 1997   | 1998   | 1999   | 2000   | 2002    | 2004    | 2006    | 2008   | 2010   | 2012   | 2014   | 2016   |
| -------------------------- | ----- | ------ | ------ | ------ | ------ | ------- | ------- | ------- | ------ | ------ | ------ | ------ | ------ |
| Thomson SA / TSA (RF)      | 58,3% | 58,31% | 40,03% | 33,79% | 32,74% | 31,22%  | 30,65%  | 30,62%  | 26,51% | 27,00% | 27,08% | 26,36% | 25,82% |
| Aérospatiale / Sogepa (RF) |       |        | 3,87%  | 0,64%  | 0,64%  | 0,63%   | 0,63%   | 0,63%   | 0,54%  |        |        |        |        |
| Alcatel / Alcatel-Lucent   |       |        | 15,84% | 25,29% | 25,29% | 9,46%   | 9,46%   | 9,46%   | 20,76% |        |        |        |        |
| GIMD                       |       |        | 5,81%  | 5,81%  | 5,81%  | 5,72%   | 5,72%   | 5,71%   | 5,17%  |        |        |        |        |
| Dassault Aviation          |       |        |        |        |        |         |         |         |        | 25,89% | 25,96% | 25,28% | 24,76% |
| Thales                     |       |        |        | 1,15%  | 1,15%  | (5,59%) | (3,83%) | (1,82%) | 1,88%  | 1,87%  | 1,38%  | 0,90%  | 0,35%  |
| Dipendenti                 |       |        |        |        |        | (4,74%) | (5,09%) | (4,42%) | 2,92%  | 3,07%  | 3,05%  | 2,00%  | 2,71%  |
| Flottante                  | 41,7% | 41,69% | 34,45% | 3,33%  | 34,37% | 52,97%  | 53,54%  | 53,58%  | 42,07% | 42,32% | 42,52% | 45,46% | 46,36% |

### Partecipate
Organigramma semplificato:
| THALES SA (holding capogruppo – RCS: 552 059 024) | THALES SA (holding capogruppo – RCS: 552 059 024) | THALES SA (holding capogruppo – RCS: 552 059 024)                   | THALES SA (holding capogruppo – RCS: 552 059 024) | THALES SA (holding capogruppo – RCS: 552 059 024) | THALES SA (holding capogruppo – RCS: 552 059 024) | THALES SA (holding capogruppo – RCS: 552 059 024)                                                                                             | THALES SA (holding capogruppo – RCS: 552 059 024)                                                                                             | THALES SA (holding capogruppo – RCS: 552 059 024) |
| Francia | Francia | Germania                                                            | Paesi Bassi                                       | Regno Unito | Canada                                            | Stati Uniti | Stati Uniti | Australia                                         |
| --- | --- | ------------------------------------------------------------------- | ------------------------------------------------- | --- | ------------------------------------------------- | --- | --- | ------------------------------------------------- |
| ↓ | - Thales Systèmes Aéroportés SAS | - Thales Electronic System GmbH - Thales Transportation System GmbH | - Thales Nederland BV                             | - Thales UK Ltd. - Thales Avionics Ltd. - Thales Training & Simulation Ltd. - Thales Naval Ltd. - Thales Underwater Systems Ltd. - Thales Optronics Ltd. - Thales Transport & Security Ltd. - Thales Ground Transportation Systems UK Ltd. | - Thales Canada Inc.                              | ↓ | - Thales Avionics Inc. | - Thales Australia Ltd.                           |
| - Thales Air Systems SAS - Thales Optronique SAS - Thales Alenia Space SAS (67%) - Thales Communications & Security SAS - Thales Underwater Systems SAS - Thales Air Operations SAS - TDA Armements SAS - Thales Services SAS - Thales Training & Simulation SAS - Thales Electron Devices SAS - Trixell SAS (51%) - Thales Avionics Electrical Systems SAS - Thales Avionics SAS - DCNS (35%) | - Thales Air Systems SAS - Thales Optronique SAS - Thales Alenia Space SAS (67%) - Thales Communications & Security SAS - Thales Underwater Systems SAS - Thales Air Operations SAS - TDA Armements SAS - Thales Services SAS - Thales Training & Simulation SAS - Thales Electron Devices SAS - Trixell SAS (51%) - Thales Avionics Electrical Systems SAS - Thales Avionics SAS - DCNS (35%) | - Thales Electronic System GmbH - Thales Transportation System GmbH | - Thales Nederland BV                             | - Thales UK Ltd. - Thales Avionics Ltd. - Thales Training & Simulation Ltd. - Thales Naval Ltd. - Thales Underwater Systems Ltd. - Thales Optronics Ltd. - Thales Transport & Security Ltd. - Thales Ground Transportation Systems UK Ltd. | - Thales Canada Inc.                              | - Thales Defense & Security Inc. (89%) - Thales Raytheon Systems Company LLC - Thales Defense & Security Inc. - Thales Components Corporation | - Thales Defense & Security Inc. (89%) - Thales Raytheon Systems Company LLC - Thales Defense & Security Inc. - Thales Components Corporation | - Thales Australia Ltd.                           |

Lista delle principali società consolidate:
Filiali consolidate (100%)
- TDA Armements SAS
- Thales Alenia Space SAS (67%)
- Thales Alenia Space Italia SpA (67%)
- Thales Air System SAS
- Thales Australia Ltd (ex ADI Limited)
- Thales Austria GmbH
- Thales Avionics SAS (ex Sextant Avionique)
- Thales Avionics Inc
- Thales Avionics Electrical Systems SAS
- Thales Canada Inc
- Thales Communications & Security SAS
- Thales Defence & Security Inc
- Thales Electronic System GmbH
- Thales e-Security, Inc
- Thales Espana Grp SAU
- Thales Electron Devices SAS
- Thales Italia SpA
- Thales Nederland BV (99%) (ex Signaal)
- Thales Norway AS
- Thales Optronique SAS
- Thales Polska Sp. z.o.o.
- Thales Transportation Systems GmbH
- Thales Ground Transportation Systems UK Ltd
- Thales Rail Signalling Solutions AG
- Thales Air Operations SAS
- Thales Security Solutions & Services Company
- Thales Services SAS
- Thales Solutions Asia Pte Ltd
- Thales Systèmes Aéroportés SAS
- Thales Transport & Security (Hong Kong) Ltd
- Thales Transport & Security Ltd
- Thales Training & Simulation SAS
- Trixell SAS (51%)
- Thales Underwater Systems SAS (ex Thomson Marconi Sonar)
- Thales UK Ltd (ex Racal)

Joint ventures (equity method)
- ThalesRaytheonSystems Air and Missile Defense Command and Control SAS (TRS AMDC2) (50%)[18]
- Citylink Telecommunications Holdings Ltd (33%)
- DCNS (35%)
- Diehl Aerospace GmbH (49%)
- Hanwha Thales Co., LCC (50%) (società ceduta nel 2016)[51]
- Sofradir (50%)

Associates (equity method)
- Aviation Communications & Surveillance Systems (30%)
- Airtanker Holdings (13%)[52]
- Cloudwatt (22%) (società ceduta nel 2015)
- Elettronica SpA (33%)[53]
- ESG Elektroniksystem und Logistik GmbH (30%)
- ThalesRaytheonSystems Company LCC (50%) (società ceduta nel 2016)[18]
- Telespazio (33%)